# Ana de Hohenstaufen
Ana de Hohenstaufen, nascida Constança de Hohenstaufen, também conhecida como Constança da Sicília ou Ana da Sicília, era filha de Frederico II, imperador do Sacro Império Romano-Germânico, e Bianca Lancia. Casou muito jovem com o imperador bizantino João III Ducas Vatatzes, para selar uma aliança entre seu pai e o Império de Niceia.

## Imperatriz bizantina
Nascida Constança, da casa de Hohenstaufen, mudou o seu nome para Ana ao casar com o imperador bizantino João III Ducas Vatatzes. O casamento fez parte de uma aliança entre seu pai e marido e está registado nas crónicas de Jorge Acropolita e Jorge Paquimeres.
O casamento ocorreu em 1244 e Constança adotou então o nome Ana. Ao chegar a Niceia acompanhava-a uma dama de companhia, a Marchesa della Fricca, que segundo Jorge Acropolita tornou-se amante do imperador e rivalizou com Ana em suas atenções. Com o tempo a marquesa ganhou influência na corte, sendo apelidada de "imperatriz rival", acabando contudo por ser afastada.

## Golpe de Miguel VIII Paleólogo
Ana seria imperatriz até à morte do seu marido a 3 de novembro de 1254, quando o seu enteado Teodoro II Láscaris sucedeu ao trono. Por esta altura já Frederico II havia falecido. Segundo as crônicas permaneceu em Niceia durante os reinados de Teodoro e do seu sucessor João IV Láscaris (1259–1261).Segundo Alice Gardner, por ser útil como refém para os restantes membros dos Hohenstaufen, particularmente o seu irmão, Manfredo da Sicília.
João IV permaneceu menor de idade durante todo o seu breve reinado. Seu regente e coimperador era Miguel VIII Paleólogo, que manobrou para tirar o poder de João IV e, depois que Aleixo Estrategópulo recapturou Constantinopla, a capital do Império Latino e também do antigo Império Bizantino, Miguel depôs João IV e depois mandou cegá-lo. De acordo com Paquimeres, por volta da mesma época, Miguel se apaixonou por Ana e tentou se casar com ela, mas a imperatriz viúva o rejeitou. Deno Geanakoplos lembra que "o que atesta contra a afirmação de Paquimeres, porém, é a questão do motivo de Miguel, meramente pelo amor de Ana, estar disposto a arriscar uma quase certa excomunhão pelo patriarca Arsênio sem nenhum ganho político de maior importância". O objetivo de Miguel era assegurar uma aliança com o irmão dela, Manfredo, mas, depois da recusa, a raiva da esposa de Miguel e a ameaça de uma censura por Arsênio convenceram Miguel a abandonar o assunto. Ela recebeu presentes magníficos e permissão para criar sua própria corte no Reino da Sicília em 1263. Este gesto assegurou a libertação do general Estrategópulo, que havia sido capturado pelo déspota do Epiro Miguel II Comneno Ducas.
Novamente chamada de Constança, a ex-imperatriz se juntou à corte de Manfredo. Quando ele morreu, em 25 de fevereiro de 1266 na Batalha de Benevento, e foi sucedido por seu adversário, Carlos de Anjou, Constança fugiu da corte siciliana para a de Jaime I de Aragão, onde se juntou à sobrinha, Constança da Sicília, que era filha de Manfredo e rainha consorte de Pedro III de Aragão.
Constança passou um tempo na corte em Saragoça, mas terminou seus dias num mosteiro em Valência como freira.